# ليف أندرسن (مجدف)
ليف أندرسن (بالنرويجية البوكمول: Leif Andersen)‏ هو مجدف نرويجي، ولد في 26 فبراير 1936 في باروم في النرويج، وتوفي في 21 نوفمبر 2014 في أوسلو في النرويج.

## وصلات خارجية
- ليف أندرسن على موقع الاتحاد الدولي للتجديف (الإنجليزية)
- ليف أندرسن على موقع أوليمبيديا (الإنجليزية)